# Байте
Байте́ — комплекс культурных памятников, датируемый приблизительно 2-й половиной 1-го тысячелетия до н. э., расположенный в Мангистауской области Казахстана (север плато Устюрт) в 50 км от села Отес. По разнообразию и числу различных объектов считается одним из самых значительных древних памятников в евразийских степях. Изучением комплекса с 1984 года занимается Институт археологии Академии наук СССР (впоследствии Российской Академии наук). Основной вклад в их изучение внёс учёный В.С. Ольховский.
Комплекс условно подразделяют на четыре более мелких комплекса, включающих в себя, в свою очередь, три курганных группы по три-четыре кургана в каждой, расположенные на расстоянии 2-5 км друг от друга (названы Байте-I, Байте-II и Байте-III); также в него входят группы антропоморфных изваяний, чашевидные жертвенники из камня, жертвенные столы, украшенные статуэтками крылатых тигров, стелы и так далее. Полностью исследована к настоящему времени лишь курганная группа Байте-III, где обследовано порядка 250 фрагментов и около 100 стел и изваяний. Байте-I и Байте-II на сегодняшний день по-прежнему исследованы лишь частично, при этом в Байте-II вообще не имеет жертвенников и изваяний.
Большая часть изваяний сделаны из известняка и представляют собой человекоподобные фигуры, вооружённые мечами, кинжалами или луками со стрелами. Также на них присутствуют шлемы, браслеты и пояса с крюками-застёжками, что напоминает одежду кочевых ираноязычных народов Западной, Центральной и Средней Азии, проживавших в этих местах в IV—II веках до н. э. (дии, сако-массагетские племена, сарматы). Считается, что изваяния посвящены мифологическим героям, которым полагалось подносить жертвы.